# José Ramón Orozco
José Ramón Orozco, cuyo nombre completo era José Ramón Orozco Arrillaga, (Éibar, País Vasco, 1921 — 6 de diciembre de 2009) fue un tenor lírico español.

## Biografía
Nacido en la localidad guipuzcoana de Éibar en 1921. A los once años entró en la Banda Municipal de Éibar y estudió música en la Academia municipal de Éibar con Rafaél Cañón, que era el subdirector de la Banda Municipal de Éibar. Su padre y su tío, que también eran tenores, le transmitieron el gusto por el canto. Por esta razón, entró a formar parte del Orfeón Eibarrés y del Coro del Karmen Posteriormente ingresó en el Coro Easo de San Sebastián. En Éibar también cantó en el Coro de la Parroquia, de los Carmelitas y el de los Congregantes de la Virgen de Arrate. 
En 1953 ganó el primer premio del Certamen Internacional de Canto celebrado en Bayona.
En 1954, viendo sus facultades como cantante viaja a Roma y a Milán para profundizar sus estudios musicales.

## Trayectoria
Cantó en los escenarios italianos más prestigiosos con el Coro de cámara de la Ópera de Roma. 
Debutó con la ópera El trovador. Tras varias giras por Italia y actuaciones para la RAI, en el Teatro La Fenice de Venecia llegó a España para cantar El trovador en la temporada bilbaína y salir a escena después en el Teatro de la Zarzuela de la capital, con la ópera Marina.
A partir del año 1960 se dedicó al campo de la zarzuela, en la que ha cantado obras de Pablo Sorozábal, Federico Moreno Torroba, etc.
Uno de sus hitos más relevantes fue el estreno mundial de Sol de Levante, zarzuela en dos actos del maestro Ernesto Pérez Rosillo. Esta actuación que tuvo lugar en Alicante en 1965.
El 6 de diciembre de 2009 falleció.

## Premios y reconocimientos
- En 1953 ganó el primer premio del Concurso Internacional de Cantantes de Bayona, Francia.
- Su paso por Italia fue reconocido en la localidad de Busseto, lugar de nacimiento de Verdi, donde fue homenajeado por su alcalde como el "mejor artista extranjero".